# رولف إريكسون
رولف إريكسون (بالسويدية: Rolf Eriksson-Hemlin)‏ هو لاعب هوكي الجليد سويدي، ولد في 18 نوفمبر 1918 في سودرتاليا في السويد، وتوفي في 28 أكتوبر 2000 في ستوكهولم في السويد.

## وصلات خارجية
- رولف إريكسون على موقع EliteProspects.com (الإنجليزية)
- رولف إريكسون على موقع Eurohockey.com (الإنجليزية)
- رولف إريكسون على موقع أوليمبيديا (الإنجليزية)
- رولف إريكسون على موقع اللجنة الأولمبية السويدية (السويدية)